# Schattensee
Schattensee är en sjö i Österrike.   Den ligger i förbundslandet Steiermark, i den centrala delen av landet, 220 km sydväst om huvudstaden Wien. Schattensee ligger 1 333 meter över havet.
I omgivningarna runt Schattensee växer i huvudsak blandskog. Runt Schattensee är det ganska glesbefolkat, med 21 invånare per kvadratkilometer.